# Klotrimazol
Klotrimazol, klotrymazol (łac. Clotrimazolum) – organiczny związek chemiczny, pochodna imidazolu, miejscowo działający środek przeciwgrzybiczy. Praktycznie nie wchłania się przez skórę, a w niewielkim stopniu wchłania się przez błony śluzowe.

## Otrzymywanie
Klotrimazol otrzymuje się w reakcji chlorku o-chlorotrytylu z imidazolem w postaci zawiesiny, np. w acetonie, w obecności trietyloaminy. 
Mieszaninę ogrzewa się pod chłodnicą zwrotną. Po zakończeniu procesu dodaje się węgla aktywnego i odfiltrowuje osad zawierający chlorowodorek trietyloaminy. Po ochłodzeniu z roztworu krystalizuje produkt.

## Właściwości fizykochemiczne
Jest praktycznie nierozpuszczalny w wodzie, rozpuszcza się natomiast w etanolu. Wykazuje słabe właściwości zasadowe. Jest trwały w warunkach zasadowych. W warunkach kwasowych hydrolizuje do imidazolu i o-chlorotrytanolu.

## Mechanizm działania
Klotrimazol hamuje syntezę ergosterolu niezbędnego do budowy błony komórkowej grzybów, co powoduje zaburzenia jej przepuszczalności i lizę (rozkład) komórki.
Nie wpływa na komórki ludzkie, ponieważ w komórkach organizmów wyższych nie zachodzi synteza ergosterolu. Sterolem obecnym w błonie komórkowej komórek ludzkich jest cholesterol.

## Spektrum działania
- W małych stężeniach wykazuje działanie grzybostatyczne na dermatofity:[4]
  - Epidermophyton spp.
  - Trichophyton spp.
  - Microsporum spp.
- drożdżaki:
  - Candida albicans
  - Cryptococcus neoformans
  - Malassezia furfur
- Aspergillus spp. i pleśnie
- grzyby dymorficzne:
  - Blastomyces dermatidis
  - Coccidioides immitis
  - Sporotrichum scheneckii.
- Wywiera słabe działanie:
  - przeciwbakteryjne: Streptococcus pyogenes; Staphylococcus aureus; Corynebacterium minutissimum;
  - przeciwrzęsistkowe: Trichomonas vaginalis.

## Wskazania
- grzybice skóry
- grzybica strzygąca
- łupież pstry
- łupież rumieniowaty
- infekcje błon śluzowych jamy ustnej wywołane przez grzyby drożdżopodobne
- zanokcica

## Dawkowanie
Do użytku zewnętrznego.
- Kilka kropli płynu lub odrobinę maści wcierać delikatnie w skórę zmienioną chorobowo 2–3 razy dziennie. Po ustąpieniu objawów choroby kontynuować leczenie co najmniej przez 4 tygodnie.
- W grzybicy stóp stosować 2 tygodnie po ustąpieniu objawów. Zaleca się stosowanie po każdej kąpieli.

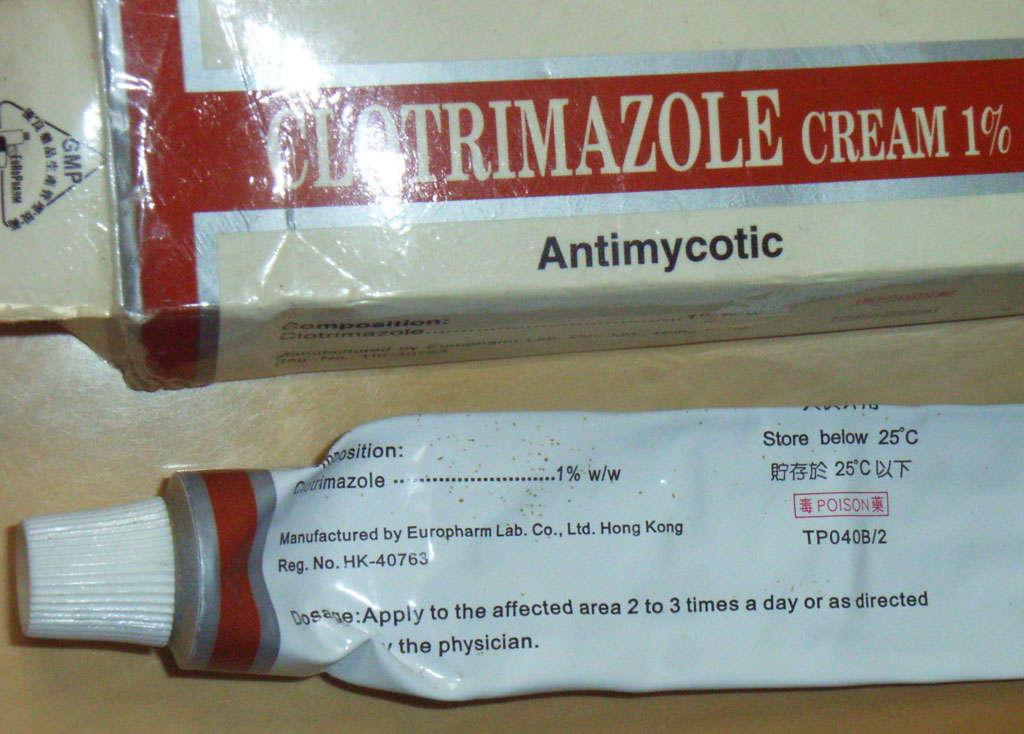
Tuba zawierająca krem z klotrimazolem.

## Przeciwwskazania
Nadwrażliwość na klotrymazol lub inne składniki preparatu.
Nie stosować w okolicach oczu. U kobiet w ciąży nie zaobserwowano negatywnego wpływu na płód, tym niemniej leczenie miejscowe lub dopochwowe należy ograniczyć do przypadków uzasadnionych.

## Zalecane środki ostrożności
Unikać kontaktu leku z oczami.

## Interakcje
Klotrimazol może hamować działanie innych leków przeciwgrzybiczych. Ester propylowy kwasu p-hydroksybenzoesowego w dużych stężeniach nasila działanie klotrimazolu. Deksametazon w dużych dawkach hamuje działanie przeciwgrzybicze klotrimazolu.

## Ciąża i laktacja
Nie stosować w pierwszym trymestrze ciąży. Stosowanie po pierwszym trymestrze ciąży i okresie karmienia piersią w przypadku konieczności według zaleceń lekarza.

## Wpływ na zdolność prowadzenia pojazdów i obsługę urządzeń mechanicznych
Nie wpływa.

## Działania niepożądane
Możliwe działania niepożądane:
- odczyn alergiczny
- pieczenie
- świąd
- przemijające podrażnienie w miejscu stosowania
- zaburzenia pracy żołądka i jelit
- zaburzenia układu rozrodczego i piersi
- uczucie dyskomfortu
- bóle w obrębie miednicy
- bardzo rzadko:
  - rumień uogólniony
  - wysypka
  - obrzęk
  - pokrzywka
  - złuszczanie naskórka
  - duszności
  - omdlenia

## Przedawkowanie
Lek stosowany miejscowo, nie wywołuje objawów przedawkowania, poza rzadko występującymi alergicznymi reakcjami skórnymi.
- W przypadku przedawkowania:
  - odstawić lek i zastosować leczenie objawowe.

## Dostępne preparaty
- Canesten[6]
- Clotrimazol
- Clotrimazolum
- Imazol
- Plimycol
- Seboton

### Preparaty złożone
- Lotriderm – krem zawierający klotrimazol i betametazon
- Triderm – maść i krem zawierające klotrimazol, betametazon i gentamycynę